# Лівий фронт (Росія)
Лівий фронт (рос. Левый фронт) — громадська ліворадикальна організація, що об'єднує прихильників соціалістичного розвитку в Росії, а також інших країнах колишнього СРСР. Виникла як громадський рух, що об'єднав активістів російських радикальних організацій, здебільшого лівих та крайніх лівих. Сформувався наприкінці жовтня 2008 року.

## Цілі і завдання Лівого фронту
Головною метою в Платформі Лівого фронту декларується побудова соціалізму в Росії. Завданням Лівого фронту проголошується забезпечення єдності дій усіх, хто виступає за соціалізм, демократію і інтернаціоналізм, координація дій лівих опозиційних сил. Лівий фронт об'єднує нині кілька лівих організацій, при цьому членство в Лівому фронті не зобов'язує його учасників залишати свою власну організацію.

## Історія організації
Перший, засновницький з'їзд Лівого фронту пройшов 18 жовтня 2008 року. Головним напрямком роботи після з'їзду стала допомога соціальним рухам, профспілкам, трудовим колективам. Другим напрямком роботи активістів стала так звана «пропаганда дією», в рамках якої ідеї і вимоги лівих активістів доносилися до суспільства у формі акцій прямої дії, намагаючись таким чином подолати складнощі в доступі до засобам масової інформації. Крім того, Лівий фронт виступив організатором щорічних літніх молодіжних таборів, шкіл політичного активу, конференцій, гуртків з вивчення соціалістичної думки і практики, кіноклубів і ряду інших заходів.
Всього, протягом півтора років (літо 2008 — осінь 2009 року) пройшло більше 40 регіональних конференцій, засновували у відповідних областях країни відділення Фронту.

## Акції Лівого фронту

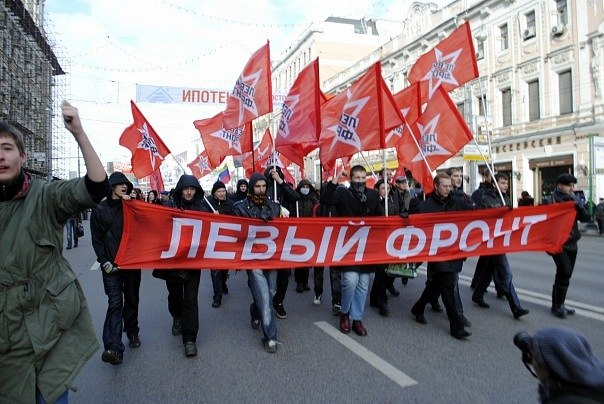
Колона Лівого фронту на демонстрації 7 листопада 2010

Лівий фронт проводить різноманітні санкціоновані і несанкціоновані акції, мітинги, ходи. Найвідомішими з акцій є мітинги під загальною назвою «День Гніву», що проводяться організацією як у Москві, так і в інших регіонах країни. Крім того, Лівий фронт разом з союзниками проводить (незважаючи на заборону владою[джерело?]) акції «Антикапіталізм», покликані, на думку організаторів, показати суспільству наявність політичних сил антикапіталістичної спрямованості.

## Позиція щодо війни в Україні
На відміну від більшості лівих організацій, Лівий Фронт зайняв антивоєнну позицію щодо війни на сході України. 23 серпня 2014 року в Москві відбувся з'їзд Лівого фронту, на якому виконком руху був очищений від учасників, що мали симпатії до ДНР/ЛНР. Колишній координатор Лівого Фронту з організаційної роботи Сергій Удальцов, який підтримав квазідержаву Новоросія, був обраний до виконавчого органу руху з перевагою лише в один голос. Також з'їзд ухвалив резолюцію «Війна війні!». Екс-член Ради Лівого фронту Дар'я Мітіна покинула після цього ряди організації.
|                                 | Нам потрібна кампанія за мир. Проти кровопролиття, проти оптової торгівлі кров'ю. Але ця кампанія має бути не продовженням війни в тилу „противника“. Якщо ти проти військової операції київської влади — це не означає, що за Путіна і Стрєлкова. Якщо ти проти Путіна — не означає, що за військову операцію київської влади. Народам потрібна кампанія за мир через голови кровожерливих політиків і алчних олігархів, що роблять гешефт на чужому горі. |
| — говориться в резолюції з'їзду | |

## Структура
Вищим керівним органом Лівого фронту є з'їзд. Рада Лівого фронту здійснює поточне керівництво рухом, а виконком є оперативним робочим органом організації.